# Sealer (Zahnmedizin)
Als Sealer (englisch: Versiegler) bezeichnet man in der Zahnmedizin ein fast zementartiges Material, 
das bei der Füllung von Wurzelkanälen benutzt wird. Vorwiegend wird er bei der lateralen Kondensation, einer Wurzelkanalfüllmethode, angewendet.
Sealer können auf Zinkoxid-Eugenol, Epoxidharz, Calciumhydroxid, Glasionomerzement oder UDMA-Komposit basieren.
Seine Aufgaben sind:
- Mikrounebenheiten zwischen Guttapercha-Stiften und der Kanalinnenwand ausgleichen
- Seitenkanäle und akzessorische Kanäle füllen
- Wurzelkanalstift und Kanalwand verbinden